# Jacob Ngwira
Jacob Ngwira (17 settembre 1985) è un calciatore malawiano, centrocampista del Carara Kicks e della Nazionale malawiana.